# IV Trienal de Milán (1900)
La Cuarta Trienal de Milán o IV Trienal de Milán (Italiano pronunciación:Quarta Trienal de Milán) es una exposición de arte italiana (la 4ª edición de la Trienal de Milán) celebrada entre el 8 de septiembre y el 8 de noviembre de 1900 en su sitio histórico, la Pinacoteca di Brera de Milán, Italia.

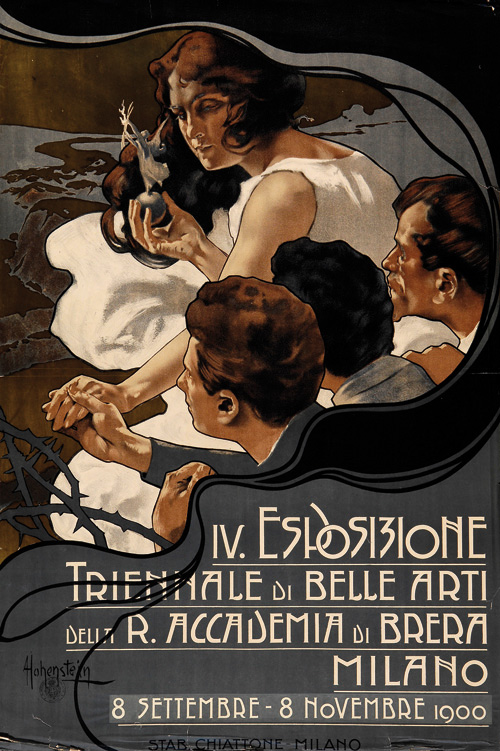
IV Trienal de la exposición de bellas artes Milán de 900, cartel diseñado por Adolf Hohenstein

La exposición no tiene restricciones temáticas y se origina con el objetivo de documentar una situación en evolución, trazando un panorama de los mejores pintores de arte italianos de su época.

## La exposición
El objetivo de la exposición es trazar un mapa de los principales resultados de la investigación artística realizada en Italia durante los tres años comprendidos entre 1897 y 1900, así como de las experiencias consideradas representativas de ese período, indicativas del posible evolución futura del panorama artístico italiano confrontado en un nuevo intento por identificar las posibles singularidades de la situación italiana en el sistema internacional de arte.

## Miembros del comité e instalación
Un comité de comisarios, crítico de arte e historiadores, profesor de la Academia de Bellas Artes de Brera fue el responsable de la selección de los pintores para participar en la Trienal de Milán durante los tres años.

## Artistas
- Carlo Bazzi

## Jurado y premios
El 8 de noviembre de 1900, el Jurado del Premio de la IV Trienal de Milán otorgó el Premio Trienal de Milán a Carlo Bazzi, por el derecho a la obra de arte "Levata del Sole allo Spluga" ("Orto en el Puerto del Spluga"), un gran óleo sobre lienzo (145 x 97 cm), pintado en 1900.

## Catálogo
La exposición está documentada por un catálogo de las obras publicadas por Academia de Bellas Artes de Brera.